# 禰宜町
禰宜町（ねぎまち）は、江戸期から現在にかけての青森県弘前市の地名。郵便番号は036-8056。2017年6月1日時点での人口は224人、世帯数は107世帯。

## 地理
田茂木町の裏手に位置する町。町域の北部は宮園、東部は田町、南部は田茂木町、西部は若党町に接する。

## 歴史
- 寛永末年頃 - 津軽弘前城之絵図によれば禰宜町として戸数27、そして弘前八幡宮の禰宜・社人の屋敷が並ぶ。
- 寛政12年（1800年） - 分間弘前大絵図では、禰宜の住む屋敷14と、近隣の小人町から町屋28軒が連なり、八幡宮への門前町を形成。
- 現在 - 北横町から八幡町にかけての参道が発達し、門前町としての性格は失われ、当時の面影も、わずかに黒板塀・サワラ垣に残す。

### 沿革
- 江戸時代 - 弘前城下の一町。
- 明治初年〜 - 弘前市を冠称。
- 1889年（明治22年） - 弘前市に所属。
- 1978年（昭和53年） - 一部が田町二丁目になる。

### 地名の由来
かつて禰宜（神職）が居住していたことから。

## 施設

### 教会
- 天理教禰宜町分教会
- 神理教弘前教会

## 小・中学校の学区
市立小・中学校に通う場合、学区は以下の通りとなる。
| 大字   | 番地 | 小学校             | 中学校             |
| ------ | ---- | ------------------ | ------------------ |
| 禰宜町 | 全域 | 弘前市立時敏小学校 | 弘前市立第一中学校 |

## 交通
- 弘南バス
  - 田茂木町、田町（藤代営業所 - 田茂木町経由 - 弘前駅線）停留所。
    - 朝の復路1本のみ。

  - 亀の甲町角（藤代営業所 - 浜の町・市役所経由 - 弘前駅線、他）停留所。
    - 少し離れるが、本数は比較的多い。

  - 田町四丁目（弘前バスターミナル - 神田線、小栗山 - 清原・安原 - 神田線）停留所。